# Castillo de Esparraguera
El Castillo de Esparraguera (en catalán: Castell d'Esparreguera) es una construcción, del municipio español de Esparraguera, en la comarca del Bajo Llobregat de la provincia de Barcelona. Es del siglo X y está situado por encima del camino de acceso al monasterio de Santa María del Puig. Actualmente gran parte del castillo esta en ruinas y cubierto de vegetación. Está catalogado como Monumento y yacimiento arqueológico. Y es un Bien Cultural de Interés Nacional en Cataluña y, por tanto, Bien de Interés Cultural en España.

## Descripción
Los restos están situados a la derecha del río Llobregat, a la salida del desfiladero del Cairat, en el lugar de la colonia Sedó, al sur de Santa María del Puig, separados de esta por el torrente del Puig, un declive de terreno que se salva sin demasiadas dificultades, cerca de la desembocadura del Llobregat.
El Castillo de Esparraguera dominaba por un lado el río Llobregat, y por el otro el camino que iba a Monistrol de Montserrat. Los únicos restos visibles del castillo son un muro y una bóveda. Respecto al muro es posible que se trate de la antigua muralla del castillo, pero sus restos fueron destruidos cuando se construyó en el siglo XX el depósito de agua de la fábrica Sedó, situado debajo del mismo. El muro está construido con una bella sillería románica, con sillares de tamaño pequeño y mediano y de forma rectangular en su cara exterior, en una modalidad muy característica del primer románico. Se conservan unos 4 metros de largo de 0,9 metros de espesor. Destaca su similitud con la muralla del castillo de Eramprunyá. El muro evidencia una reforma sustancial del castillo que parece que se podría datar hacia mediados siglo XI; siendo así, se podría atribuir a Bernart de Gurb o alguno de sus sucesores inmediatos.

## Historia
La primera mención de Esparraguera es del 899. Dan noticia el padre Ribas y el padre Pascual, en una escritura de donación de unas viñas en el monasterio de Santa Cecilia de Montserrat, situadas "als confins del castell de Guàrdia, prop d'Esparreguera" ("en los confines del castillo de Guardia, cerca de Esparraguera"). Evidentemente, este castillo debía ser el actual castillo de Esparreguera.
Después es mencionado en el 963, cuando la hija de Ramón Berenguer I, Sancha, hizo donación al monasterio de Santa Cecilia de la iglesia de Santa Coloma, en el término de Esparraguera.
Cuando se reconquistó el sector después de la expedición de Almanzor, el conde de Barcelona, Borrell II, asignó el lugar a Berenguer de Esparraguera, para que construyese un castillo (año 985 o poco después). Berenguer debía construir el castillo junto al margen derecho del Llobregat, sobre el Puig, lugar idóneo para vigilar las incursiones de los sarracenos por el extremo del Panadés. Entonces había población en el lugar conocido como la Gorgonçana; y en el extremo noreste del término ya se encontraría el castillo más tarde llamado "de las Espadas", también incluido en la señoría del mismo Berenguer a partir del fin del siglo XII.
En 1188 era señor de Esparraguera Ramon de Guàrdia, que dejó el castillo en testamento a Guillem de Claramunt. En 1229 el castillo pasó a manos de los vizcondes de Cardona, a través de Guillem de Cardona, nuevo señor. Desde Pere de Sitjar que lo adquiere en 1304, hasta 1351 que lo adquiere el prior del monasterio, Jaume de Vivers, pasa por distintos propietarios. La baronía de Esparraguera se extinguió definitivamente durante el gobierno del abad Domènec Filgueira. Con la abolición de los derechos señoriales en la Constitución liberal de Cádiz, el monasterio se despreocupa del castillo hasta la desamortización de Mendizabal de 1836.